# Базел Ландшафт
Базел Ландшафт е един от полукантоните на Швейцария. Населението му е 287 023 жители (декември 2017 г.), а има площ от 517,56 кв. км. Официалният език е немският. По данни от 2017 г. 22,9% от жителите на кантона са хора с чуждо гражданство (65 778 жители). От всички жители, 30% са протестанти, а 25,6% са католици (2017 г.).